# Khairagarh
Khairagarh (o Khairagah Raj) es una ciudad de la India en el distrito de Rajnandgaon, estado de Chhattisgarh.

## Geografía
Se encuentra a una altitud de 313 m s. n. m. a 92 km de la capital estatal, Raipur, en la zona horaria UTC +5:30.

## Demografía
Según estimación 2012 contaba con una población de 17 837 habitantes.